# Шари (Ен)
Шари (фр. Charix) је насељено место у Француској у региону Рона-Алпи, у департману Ен (Рона-Алпи).
По подацима из 2011. године у општини је живело 289 становника, а густина насељености је износила 15,82 становника/km².

## Демографија
| 1962. | 1968. | 1975. | 1982. | 1990. | 2011. |
| ----- | ----- | ----- | ----- | ----- | ----- |
| 253   | 230   | 205   | 254   | 261   | 289   |